# Фрајна (Белуно)
Фрајна (итал. Fraina) је насеље у Италији у округу Белуно, региону Венето.
Према процени из 2011. у насељу је живело 18 становника. Насеље се налази на надморској висини од 1318 м.